# ФК Ртањ
Фудбалски клуб Ртањ је српски фудбалски клуб из Бољевца. Тренутно се такмичи у  Зони Исток, четвртом такмичарском нивоу српског фудбала. Основан је 1921. године.

## Новија историја
Ртањ је у сезони 2016/17 заузео прво место у Зона Исток и први пут у својој историји пласирао се у Српску лигу Исток, трећи такмичарски ниво у српском фудбалу. Прво место су освојили убедљиво, са 16 бода више од другопласиране екипе Шарбановац. На 28 утакмица доживели су само један пораз од екипе Буковик из Ражња и једном играли нерешено против Шарбановца.
У сезони 2017/18 остварили су највећи успех у Купу Србије. У претколу пред око 2.000 гледалаца после 0:0 у регуларном делу, победили су 7:6 на пенале ОФК Београд. Жреб је одлучио да се у шеснаестини финала састану са браниоцем трофеја београдским Партизаном. На дан утакмице нису радиле школе, а на трибинама се нашло преко 5.000 гледалаца. Ртањ је пружио жестоки отпор, али је на крају поражен са 0:3. У дебитантској сезони у Српској лиги заузели су 6. место.

## Новији резултати
| Сезона   | Ранг | Лига                    | Позиција | ИГ | Д  | Н | П  | ГД  | ГП | ГР  | Бод | Куп                  |
| -------- | ---- | ----------------------- | -------- | -- | -- | - | -- | --- | -- | --- | --- | -------------------- |
| 2012/13. | 5    | Зајечарска окружна лига | 1.       | 30 | 28 | 0 | 2  | 119 | 20 | +99 | 84  | Није се квалификовао |
| 2013/14. | 4    | Поморавско-тимочка зона | 4.       | 30 | 14 | 8 | 8  | 60  | 28 | +32 | 491 | Није се квалификовао |
| 2014/15. | 4    | Зона Исток              | 5.       | 30 | 16 | 4 | 10 | 60  | 36 | +24 | 512 | Није се квалификовао |
| 2015/16. | 4    | Зона Исток              | 9.       | 30 | 12 | 6 | 12 | 47  | 40 | +7  | 42  | Није се квалификовао |
| 2016/17. | 4    | Зона Исток              | 1.       | 30 | 22 | 3 | 3  | 80  | 19 | +61 | 69  | Није се квалификовао |
| 2017/18. | 3    | Српска лига Исток       | 6.       | 30 | 13 | 8 | 9  | 44  | 30 | +14 | 47  | Шеснаестина финала   |
| 2018/19. | 3    | Српска лига Исток       | 16.      | 34 | 10 | 4 | 20 | 45  | 62 | -17 | 34  | Није се квалификовао |
| 2019/20. | 4    | Зона Исток              | -        | -  | -  | - | -  | -   | -  | -   | -   |                      |

- 1  Одузет један бод
- 2  Одузет један бод